# إسحاق كليمنتس
إسحاق كليمنتس (بالإنجليزية: Isaac Clements)‏ هو سياسي أمريكي، ولد في 31 مارس 1837 في الولايات المتحدة، وتوفي في 31 مايو 1909 في دانفيل في الولايات المتحدة. حزبياً، نشط في الحزب الجمهوري. وقد انتخب عضو مجلس النواب الأمريكي.